# Janilla Bruckmann
Janilla Bruckmann (Fiesole, 21 maggio 1939 – San Daniele del Friuli, 10 febbraio 2024) è stata una scrittrice e antropologa italiana.

## Biografia
Janilla Bruckmann nacque il 21 maggio 1939 a Fiesole, provincia di Firenze, e lì visse fino alla metà degli anni '50. Studiò a Roma, dove poi formò anche sua la famiglia, ed entrò a far parte del CIAC (Centro Italiano di Antropologia Culturale). Trascorse tredici anni in Sardegna, precisamente in Gallura, prima di trasferirsi nel 1998 a Ragogna, in provincia di Udine. Si occupò di cultura materiale, raccogliendo documenti e materiali sulle tradizioni artigianali e storiche, pubblicando diversi saggi e romanzi storici. Il suo romanzo Il mercante e il cavaliere vinse il premio Un libro per l'estate nella sezione Narrativa giovani nel 1993.
Janilla Bruckmann morì a San Daniele del Friuli il 10 febbraio 2024 all'età di 84 anni e fu sepolta presso il Cimitero degli Allori a Firenze vicino al bisnonno, pittore svizzero esponente del simbolismo tedesco.

## Opere
- Janilla Bruckmann, La paglia di Fiesole, Regione Toscana Giunta Regionale GE9, 1987.
- Janilla Bruckmann, Il mercante e il cavaliere, Salani, 1993.
- Janilla Bruckmann, Storia di Pàgolo, Salani, 1994.
- Janilla Bruckmann, La strana storia di Colei che sa, Salani, 1995.
- Janilla Bruckmann, Dove nasce la verbena, Edizioni Nuova SI, 2004.